# سیر زمانی فرگشت انسان
سیر زمانی فرگشت انسان دربرگیرنده مهم‌ترین رویدادها در طی فرایند شکل‌گیری گونهٔ انسان و فرگشت نیاکان انسان‌ها است. این شامل توضیحی کوتاه دربارهٔ بعضی جانوران، سرده‌ها، یا گونه‌ها می‌شود که نیاکان احتمالی انسان‌های خردمند بوده‌اند.
این تاریخچه به بررسی منشا حیات نمی‌پردازد، ولی خطی از بازماندگان پیدایش حیات را که در نهایت به انسان منجر شدند بررسی می‌کند. تاریخچه بر پایه بررسی‌های دیرین‌شناسی، زیست‌شناسی رشد، ریخت‌شناسی، و داده‌های آناتومیک و ژنتیکی است. مطالعهٔ فرگشت انسان بخش مهمی از دانش انسان‌شناسی است.

## طبقه‌بندی انسان خردمند
خط شاخه‌ای طبقه آرایه‌شناختی انسان‌های خردمند (انسان‌های امروزین) به شرح زیر است:
| طبقه آرایه‌شناختی | نام                  | نام رایج                                                                       | میلیون سال پیش |
| حوزه             | یوکاریوت             | سلول‌هایی با یک هسته                                                            | ۲٬۱۰۰          |
| سلسله            | جانوران              | جانوران                                                                        | ۵۹۰            |
| شاخه             | طنابداران            | مهره‌داران و بی‌مهرگان بسیار مرتبط                                               | ۵۳۰            |
| زیرشاخه          | مهره‌داران            | مهره‌داران                                                                      | ۵۰۵            |
| بالارده          | چهاراندامان          | چهاراندام‌ها                                                                    | ۳۹۵            |
| طبقه‌بندی‌نشده     | آب‌پرده‌داران          | آب‌پرده‌دارها، چهاراندامانی که به خوبی برای زندگی روی خاک تطابق یافته‌اند         | ۳۴۰            |
| رده              | پستانداران           | پستاندارها                                                                     | ۲۲۰            |
| زیررده           | ددان                 | پستاندارانی که فرزندانشان را زنده به دنیا می‌آورند.                             |                |
| فرورده           | هوددان               | پستانداران جفت‌دار (به جز کیسه‌داران)                                            |                |
| کلان‌راسته        | شمال‌هوددان           | سنجابک‌سانان، خفاش‌ها، نهنگ‌ها، بیشتر پستانداران سم‌دار، بیشتر پستانداران گوشت‌خوار |                |
| بالاراسته        | هونیاسنجابک‌مانان     | زبرنخستیان (نخستیان، جوندگان، خرگوش‌ها، حشره‌خواران درختی، و پوست‌پرها)           | ۱۰۰            |
| بزرگ‌راسته        | هونیاکان             | زبرنخستیان، پوست‌پرها، حشره‌خواران درختی                                         |                |
| مه‌راسته          | نخستی‌ریختان          | نخستیان و پوست‌پرها                                                             | ۷۹٫۶           |
| راسته            | نخستی‌سانان           | نخستیان                                                                        | ۷۵             |
| زیرراسته         | ساده‌بینیان           | نخستیان «بینی–ساده» (کپی‌ها، میمون‌ها و شبگردان هندی)                            | ۴۰             |
| فروراسته         | میمونان              | نخستیان میمونی (کپی‌ها، میمون‌های بر قدیم، میمون‌های بر جدید)                     |                |
| کوچک‌راسته        | راست‌بینیان           | نخستیان «راست‌بینی» (کپی‌ها و میمون‌های بر قدیم)                                  | ۳۰             |
| بالاخانواده      | انسان‌واران           | کپی ها                                                                         | ۲۸             |
| خانواده          | انسانیان             | کپی‌های بزرگ (انسان‌ها، شامپانزه‌ها، بونوبوها، گوریل‌ها، و اورانگوتان‌ها)           | ۱۵             |
| زیرخانواده       | انسان‌ساییان          | انسان‌ها، شامپانزه‌ها، بونوبوها، و گوریل‌ها                                       | ۸              |
| تبار             | انسان‌تباران          | سرده‌های انسان و جنوبی‌کپی                                                       | ۵٫۸            |
| زیرتبار          | انسان‌تباریان         | تنها دربرگیرنده سرده انسان                                                     | ۲٫۵            |
| سرده             | انسان                | انسان ها                                                                       | ۲٫۵            |
| گونه             | Homo sapiens         | انسان‌های نوین                                                                  | ۰٫۵            |
| زیرگونه          | Homo sapiens sapiens | انسان‌های با کالبد کامل شکل گرفته                                               | ۰٫۲            |

## تاریخچه

### نخستین موجودات جاندار
| تاریخ               | رویداد |
| ------------------- | --- |
| ۴۰۰۰ میلیون سال پیش | حیات آغازین شکل گرفت. |
| ۳۹۰۰ م.س.پ.         | یاخته‌هایی همچون پروکاریوت‌ها ظاهر شدند. چنین چیزی آغاز فوتوسنتز و در نتیجه نخستین پدید آمدن میزان زیادی از اکسیژن در جو زمین گشت. |
| ۲۵۰۰ م.س.پ.         | نخستین یاخته‌های بهره‌گیرنده از اکسیژن. تا ۲۴۰۰ م.س.پ. در جریان آنچه که رویداد بزرگ اکسیژنی خوانده می‌شود، انواع حیات پیش‌اکسیژنی توسط مصرف‌کنندگان اکسیژن از میان رفتند. |
| ۲۱۰۰ م.س.پ.         | سلول‌های پیچیده‌تری پدیدار شدند: یوکاریوت‌ها. |
| ۱۲۰۰ م.س.پ.         | زایش جنسی فرگشت پیدا می‌کند، و باعث افزایش سرعت فرگشت جانوران بر زمین می‌شود. |
| ۹۰۰ م.س.پ.          | قیف‌تاژک‌داران شبیه نیای همهٔ اعضای فرمانرو جانوران هستند و به ویژه آن‌ها نیای مستقیم اسفنج‌های دریایی هستند. پیش‌اسفنج‌ها (نام علمی: Proterospongia) به عنوان اعضایی از قیف‌تاژک‌داران می‌توانند نمونهٔ مناسبی از آنچه نیای همهٔ جانوران زمین در گذشته چگونه بوده است، باشند. آن‌ها در گروه‌های یاخته‌ای زندگی می‌کنند و نخستین نشانه‌های سلول‌های پرورش‌یافته برای مقصودهای ویژه را در ساختار بدن خود دارند.                                    |
| ۶۰۰ م.س.پ.          | گمان بر این است که نخستین جانداران چندسلولی اسفنج‌شکل بوده‌اند. اسفنج‌های دریایی در میان ساده‌ترین جانوران قرار دارند و بافت‌های آن‌ها به شکل پاره‌ای از هم جدا هستند. شاخه ی آن‌ها (Porifera) همچنین قدیمی‌ترین شاخهٔ جانوران موجود بر زمین است. |
| ۵۸۰ م.س.پ.          | جنبش و حرکت در جانوران با مرجانیان آغاز شد. تقریباً همهٔ مرجانیان دارای عصب و ماهیچه هستند. از آنجا که آن‌ها جزو ساده‌ترین جانورانی به شمار می‌آیند که دارای چنین اندام‌هایی هستند، نیاکان مستقیم آن‌ها به احتمال زیاد نخستین جانورانی بوده‌اند که از عصب و ماهیچه همزمان بهره می‌گرفتند. مرجانیان همچنین نخستین گروه از جانوران هستند که بدنشان دارای شکل و حالت مشخص بود. آن‌ها تقارن شعاعی دارند و نخستین چشم‌ها در آن‌ها فرگشت یافتند. |
| ۵۵۰ م.س.پ.          | کرم‌های پهن نخستین جانوران دارای مغز و ساده‌ترین آن‌ها از نظر داشتن تقارن دوسویه هستند. آن‌ها همچنین ساده‌ترین جانوران هستند که اندام‌هایشان از سه لایه زایشی تشکیل شده‌اند. |
| ۵۴۰ م.س.پ.          | کرم‌های سردوکی پیچیده‌تر و پیشرفته‌تر از دیگر جانورهای کرم‌شکل ساده هستند. آن‌ها دستگاه گردش خون و قلبی دارند که نقش کلیه را نیز بازی می‌کند. آن‌ها ساختاری آب‌شش‌وار دارند که برای تنفس به کار رفته می‌شود. این ساختار در ماهیان نخستی نیز دیده می‌شود. |

### طنابداران
| تاریخ      | رویداد |
| ---------- | --- |
| 530 م.س.پ. | پیکایا نیایی مهم از طناب‌داران نوین امروزی و مهره‌داران به شمار می‌رود. قیف‌دندان‌ها نمونه‌هایی مشهور از طنابداران آغازین (۴۹۵ م.س. پ) هستند. ویژگی اصلی آن‌ها داشتن شکلی چون مارماهی با چشمانی بزرگ، باله به همراه پرتوهایش، و پشت‌مازه است. |
| 505 م.س.پ. | نخستین مهره‌داران پدیدار شدند: صدف‌پوستان، ماهیانی بی‌آرواره و خویشاوند با دهان‌گردماهی‌شکلان و مخاطی‌واران کنونی. ماهی هایکو و Myllokunmingia نمونه‌هایی از این ماهیان بی‌آرواره یا همان بی‌آروارگان به شمار می‌روند. این ماهیان آرواره‌ای در دهان خود نداشتند و فاقد باله‌های عقبی و کناری، همچون ماهیان بیشتر پیشرفته، بودند. آن‌ها نیاکان ماهیان استخوانی پس از خود بودند. |
| 480 م.س.پ. | پلمه‌پوستان جزو ماهیان پیشاتاریخ بودند. آن‌ها نخستین ماهی‌های دارای آرواره بودند که آرواره‌شان از سر کمان آب‌شش‌هایشان شکل گرفت. سر و سینه آن‌ها توسط چند صفحه پوشانه شده بودند و بقیه بدن بی‌دفاع بود. |
| 410 م.س.پ. | نخستین تهی‌خارها پدیدار شدند. |

### چهاراندامان
| تاریخ      | رویداد |
| ---------- | --- |
| ۳۹۰ م.س.پ. | گروهی از ماهیان لبه‌باله (گوشتی‌بالگان) دارای پا شدند و باعث پدیدار شدن چهاراندامان گشتند. نخستین چهاراندامان در باتلاق‌ها و آب‌های شیرین کم‌عمق زندگی می‌کردند. آن‌ها دارای مغزی با دو لوب در جمجمه‌ای صاف، دهانی بزرگ، و پوزه‌ای کوتاه بودند که جهت رو به بالای چشم‌هایشان نشان از آن دارد که کف‌زی بوده‌اند. آن‌ها در کف آب به سر می‌بردند و از باله‌های خود به عنوان نوعی پارو برای به جلو خزیدن بهره می‌گرفتند. شش‌ماهیان کنونی نیز این ویژگی چهاراندامان نخستین را حفظ کرده‌اند؛ نمونه‌ای از آن‌ها شش‌ماهی کوئینزلند است. |
| ۳۷۵ م.س.پ. | تیکتالیک سرده‌ای از ماهیان گوشتی‌باله از اواخر دوونین با بسیاری از ویژگی‌های چهاراندام‌گونه است. این سرده ارتباط مشخصی میان پاندرماهیان و آکانتوستگا به نمایش می‌گذارد. |
| ۳۶۵ م.س.پ. | آکانتوستگا دوزیستی منقرض شده است که از جمله نخستین جانورانی به شمار می‌آید که اندام‌های تشخیص‌پذیر داشت. این جانور از جمله نامزدهای عنوان نخستین مهره‌داری که توانایی آمدن به خشکی را داشته باشد، بوده است. آکانتوستگا فاقد مچ بود و در حالت کلی توانایی اندکی برای زندگی بر خشکی داشت. اندام‌های آن توانایی تحمل وزن جانور را در خشکی نداشتند. این دوزیست هم دارای شش و هم آب‌شش بود؛ چیزی که نشان از نقطهٔ پیوند میان ماهی‌های گوشتی‌باله و مهره‌داران خاک‌زی دارد. ایکتیوستگا از جمله نخستین چهاراندامان است. به عنوان یکی از اولین جانوران دارای پا، دست، و استخوان انگشت، ایکتیوستگا به عنوان نوعی دورگه از ماهی و دوزیست شناخته می‌شود. این جانور دارای پا بود، ولی اندام‌های آن احتمالاً برای راه رفتن به کار گرفته نمی‌شدند. احتمال دارد که آن‌ها تنها برای زمان‌های کوتاهی پا بر خشکی می‌گذاشتند و از پاهای عقبی خود برای کنار زدن گل و لای بهره می‌گرفتند. |
| ۳۰۰ م.س.پ. | نخستین خزندگان از دوزیستان شکل گرفتند: هیلونوموس نخستین خزندهٔ شناخته‌شده است. طول بدن این جانور (به همراه دم) ۲۰ سانتی‌متر بوده است و به گمانی همانندی بسیاری به مارمولک‌های امروزین داشته است. او دندان‌هایی کوچک و تیز داشت که از آن‌ها برای گرفتن هزارپاها و حشرات آغازین بهره می‌گرفت. از این جانور به عنوان نیای آمنیوت‌ها و خزندگان پستاندارگون یاد می‌شود. کراتین در این هنگام برای نخستین بار فرگشت می‌یابد و بعدها در پنجهٔ مارمولک‌های امروزین و پرنده‌ها، و مو در پستانداران پدیدار می‌شود. فرگشت تخم‌های مشیمه‌دار باعث پدید آمدن گروهی از خزندگان شد که توانایی زایش بر روی خشکی و تخم‌گذاری در آن را داشتند. این گروه که با نام آب‌پرده‌داران شناخته می‌شوند نیازی به بازگشت به آب برای تولید مثل نداشتند. این تطبیق به آن‌ها امکان تصرف خشکی برای نخستین بار را داد.                                                                                   |

### پستانداران
| زمان       | ریداد |
| ---------- | --- |
| ۲۵۶ م.س.پ. | کمی پس از پدیدار شدن نخستین خزندگان، دو شاخه از آن‌ها جدا شدند؛ یک شاخه دوکاوان بودند که از آن‌ها خزندگان نوین امروزی پدیدار شدند، و دیگری هم‌کمانان که پستانداران امروزین را تشکیل دادند. هر دوی این گروه‌ها دارای دریچه گیجگاهی بودند؛ جفتی سوراخ در جمجمه‌شان در پشت چشم‌ها که باعث افزایش فضا برای ماهیچه‌های آرواره می‌شدند. هم‌کمانان در هر دو سوی سر یک دریچه داشتند، در حالی که دوکاوان دارای دو دریچه در هر سو بودند. نخستین خزندگان پستاندارشکل پلیکوسورها بودند. پلیکوسورها نخستین جانورانی به شمار می‌آمدند که دارای دریچه گیجگاهی بودند. آن‌ها ددکمان نبودند ولی نیاکانشان به شمار می‌آیند. ددکمانان نیز خود نیاکان مستقیم پستانداران هستند. ددکمانان دریچه گیجگاهی بزرگتر و پستانداروارتری از پلیکوسورها داشتند، دندان‌هایشان جایگیری سریال بیشتری داشت، و انواع متأخر آن‌ها دارای کام ثانویه (secondary palate) بودند. کام ثانویه به جانور اجازه می‌دهد تا خوردن و تنفس را همزمان انجام دهد و این باعث تحرک بیشتر و شاید فرگشت یافتن خون‌گرمی در حیات بوده است. ۲۲۰ |
| ۲۲۰ م.س.پ. | یکی از زیرگروه‌های ددکمان، سگ‌دندان‌ها بودند که ویژگی‌های پستاندارگونهٔ بیشتری را فرگشتیدند. آرواره‌های سگ‌دندان‌ها همانند آرواره‌های پستانداران امروزین بود. احتمال بالایی وجود دارد که نیای مشترک همهٔ پستانداران امروزین از این گروه از جانوران بوده باشد. |
| ۲۲۰ م.س.پ. | پستانداران از هوسگ‌دندان فرگشت یافتند. بیشتر پستانداران آغازین ظاهری همانند حشره‌خوارهای کوچک‌جثه داشتند و از حشرات تغذیه می‌کردند. اگرچه شاهدی بر این امر در سنگواره‌های یافت‌شده وجود ندارد، اما احتمال دارد که این جانوران دمای بدنی ثابت داشتند و فرزندان خود را از غده‌های شیر تغذیه می‌کردند. بخش نوقشر مغز نخست در پستانداران شکل گرفت و از این رو ویژهٔ آن‌ها است. تک‌سوراخیان گروهی از پستانداران هستند که امروزه تنها نوک‌اردکی و مورچه‌خورک از آن‌ها باقی مانده است. توالی ژنوم نوک‌اردکی نشان داده است که ژن‌های جنسیت این جانور بیشتر به پرندگان (تخم‌گذاران) نزدیک است تا ددان (زنده‌زایان). در مقایسه با دیگر پستانداران می‌توان نتیجه گرفت که نخستین پستاندارانی که تفاوت میان دو جنسشان را از راه وجود یا عدم وجود ژن SRY می‌گرفتند پس از جدایی خط فرگشتی تک‌سوراخیان پدیدار شدند. |
| ۱۶۰ م.س.پ. | Juramaia sinensis نخستین سنگواره یافت شده از پستانداران جفت‌دار است. |
| ۱۰۰ م.س.پ. | پدید آمدن نزدیک‌ترین نیای مشترک موش و انسان‌ها (پایهٔ کلاد فرانخستی‌ها). |

### نخستیان
| تاریخ        | رویداد |
| ------------ | --- |
| ۸۵–۶۵ م.س.پ. | گروهی از پستانداران کوچک، شب‌زی و درخت‌رو، و تغذیه‌کننده از حشرات با نام هونیاکان دسته‌ای را تشکیل می‌دهند که شامل راسته‌های نخستی‌سانان، حشره‌خواران درختی، و پوست‌پرها بود. نخستی‌ریختان زیربخشی از هونیاکان بود که شامل نخستیان و پیش–نخستیانِ آداپیس‌نماشکلان می‌شد. یکی از نخستین پیش–نخستیان، پلسیاداپیس بود؛ جانوری که هنوز دارای پنجه بود و چشم‌هایش در دو سوی سر قرار داشتند. به این دلیل، آن‌ها بر روی زمین سریع‌تر از بالای درختان حرکت می‌کردند؛ ولی آن‌ها اغلب وقت خود را بر شاخه‌های پایینی درختان که پر از میوه و بر بودند می‌گذراندند. Plesiadapiformها به احتمال زیاد دربرگیرندهٔ گونه‌ای بودند که نیای همهٔ نخستیان بوده است. |
| ۴۰ م.س.پ.    | نخستی‌سانان به دو زیرراسته خیس‌بینیان (نخستیان دارای بینی خیس) و خشک‌بینیان (نخستیان دارای بینی خشک) تقسیم شدند. خیس‌بینیان شامل لمورها و چشم‌گردهای امروزین می‌شود. خشک‌بینیان دارای سه گروه زنده هستند: شبگردان هندی، میمون‌ها، و کپی‌ها. یکی از نخستین خشک‌بینیان Teilhardina asiatica است؛ موجودی با جثه‌ای برابر یک موش، شب‌زی، و دارای چشم‌های کوچک. سوخت و ساز خشک‌بینیان توانایی ساخت ویتامین ث درون بدن را نداشت. به همین دلیل، این موجود و دیگر بازماندگانش ناچار به افزودن میوه به رژیم غذاییشان بودند تا با خوردن آن ویتامین مورد نیاز بدنشان را تأمین کنند.                                                               |
| ۳۰ م.س.پ.    | خشک‌بینیان به دو فروراسته پخ‌بینیان و راست‌بینیان تقسیم شدند. پخ‌بینیان، یا میمون‌های بر جدید، دارای دم‌های فنری–کششی بودند و نرهایشان کوررنگی داشتند. آن‌ها سوار بر توده‌ای از علوفه از گذرگاهی باریک در اقیانوس آرام به طول تقریبی ۷۰۰ کیلومتر به کرانه‌های آمریکای جنوبی رسیده بودند. بیشتر راست‌بینیان اما در آفریقا ماندند و دو قارهٔ آفریقا و آمریکا به تدریج از هم جدا شدند. نیاکان احتمالی راست‌بینیان میمون مصر و سعدان بودند. |
| ۲۵ م.س.پ.    | راست‌بینیان به دو بالاخانوادهٔ میمون‌های بر قدیم (Cercopithecoidea) و کپی‌ها (Hominoidea) تقسیم شدند. خاستگاه دید trichromat ما در این دوره شکل گرفت. پروکنسول سرده‌ای آغازین از نخستیان راست‌بینی بود. آن‌ها دارای مخلوطی از ویژگی‌های میمون‌های بر قدیم و کپی‌ها بودند. ویژگی‌های میمون‌وار پروکنسول شامل مینای دندان نازک، ساختار بدنی نه چندان قوی با سینه‌ای باریک و پاهای جلویی (دستان) کوتاه می‌شدند. ویژگی‌های کپی‌وارشان نیز شامل نداشتن دم، آرنج شبیه به کپی‌ها، و مغزی دارای نسبت جرم بر بدن اندکی به نسبت بیشتر. احتمال دارد که پروکنسول آفریقایی نیای هر دو گروه کپی‌های بزرگ و کوچکتر، از جمله انسان‌ها، بوده باشد.           |

### انسانیان
| تاریخ      | رویداد |
| ---------- | --- |
| ۱۵ م.س. پ  | انسانیان (کپی‌های بزرگ) از نیاکان گیبون‌ها (کپی‌های کوچک) جدا شدند. |
| ۱۳ م.س. پ  | نیاکان انسان‌سای از نیاکان اورانگوتان‌ها جدا شدند. باور بر این است که پیرولاپیتکوس کاتالایونیکوس نسب مشترک انسان‌ها و کپی‌های بزرگ باشد یا آنکه حداقل گونه‌ای باشد که بیشتر از هر گونه دیگر ما را به نیایی مشترک نزدیک می‌کند. همانند انسان و دیگر کپی‌های بزرگ، این گونه توانایی ویژه‌ای در بالا رفتن از درختان داشت. |
| ۱۰ م.س. پ  | خط فرگشتی شامل انسان‌ها و سرده Pan (شامپانزه‌ها و بونوبو‌ها) از نیاکان گوریل‌ها جدا شد. |
| ۷ م.س. پ   | انسان‌تباریان از نیاکان شامپانزه‌ها جدا شدند. هر دو گروه دارای حنجره هستند که در دو سال نخست زندگی در جای خود در میان حلق و شش‌ها قرار می‌گیرد و توانایی صحبت آوادار را به انسان می‌دهد. نزدیک‌ترین نیای مشترک این دو گروه ساحل‌مردم چادی است که در نزدیک ۷ میلیون سال پیش زندگی می‌کرد. |
| ۴٫۴م. س. پ | آردی‌کپی از جملهٔ سرده‌های انسان‌تباران بسیار آغازین (تبار انسان‌تباران یا زیرتبار انسان‌تباریان) است. دو گونه از این دوران شناخته شده‌اند: A. ramidus که در ۴٫۴ میلیون سال پیش (پلیوسن آغازین) می‌زیست و A. kadabba که در ۵٫۶ میلیون سال پیش در میوسن پسین زندگی می‌کرد. |
| ۳٫۶ م.س. پ | بعضی جنوبی‌کپیان عفاری رد پاهایی انسان‌شکل از خود بر خاکسترهای آتشفشانی در لاتولی، کنیا، بر جا گذاشتند که شاهد قوی بر راه رفتن دوپای آن‌ها است. جنوبی‌کپی عفاری (Australopithecus afarensis) در ۳٫۹ تا ۲٫۹ میلیون سال پیش زندگی می‌کرد. باور بر این است که A. afarensis نیای هر دو سرده جنوبی‌کپی و انسان بوده است. در مقایسه با کپی‌های بزرگ نوین و منقرض، A. afarensis دارای دندان‌های نیش و آسیاب کوچک‌تری است. A. afarensis همچنین مغز به نسبت کوچکتری داشت (تقریباً ۳۸۰–۴۳۰ سانتی‌مترمکعب). جنوبی‌کپی عفاری در مناطق ساوانایی پیدا شده است؛ چنین چیزی می‌تواند به این معنا باشد که او گهگاه از جانوران کشته شده توسط درندگان تغذیه می‌کرده است. بررسی استخوان‌های ستون مهره‌های جنوبی‌کپی آفریقایی نشان داده است که بدن ماده‌ها تغییراتی را برای تطابق با حرکت بر دو پا حتی هنگامی که باردار بوده‌اند، تجربه کرده است. |
| ۳٫۵م. س. پ | کنیامردم پخت‌رخ نیایی احتمالی برای Homo است که از سرده Australopithecus جدا شد. |
| ۳ م.س. پ   | جنوبی‌کپی‌های دوپا در ساواناهای آفریقا فرگشت یافتند. از دست دادن موی بدن در دوره میان ۳ تا ۲ میلیون سال پیش و به موازات دوپایی کامل صورت گرفت. |

### سرده انسان
| تاریخ      | رویداد |
| ---------- | --- |
| ۲٫۵ م.س. پ | پدیدار شدن سرده Homo. گمان بر این است که انسان ماهر نیای گونهٔ پیچیده‌تر انسان کارورز بوده. انسان ماهر و انسان راست‌قامت برای ۱٫۴۴ میلیون سال در کنار هم زندگی می‌کردند و این احتمال آنکه انسان راست‌قامت از انسان ماهر فرگشت یافته باشد را کمرنگ می‌کند. ابزارهای سنگی برای نخستین بار در آغاز دوران پارینه‌سنگی زیرین به کار برده شدند. |
| ۱٫۸ م.س. پ | انسان راست‌قامت در آفریقا فرگشت یافت. انسان راست‌قامت شباهت بسیار زیادی به انسان‌های نوین دارد، ولی اندازه مغز آن ۷۴ درصد مغز انسان‌های کنونی است. پیشانی این انسان کمتر از انسان کارورز شیب دارد و دندان‌هایش کوچک‌ترند. دیگر انسان‌سایانی چون انسان راست‌قامت گرجستانی، انسان کارورز، انسان پکنی، و انسان هایدلبرگی اغلب همگی زیر چتر گونه‌ای برای انسان راست‌قامت گذاشته می‌شوند. لگن خاصره و استخوان پشتی از انسان گرجستانی (۱٫۸ میلیون سال پیش) به این سوی آغاز به بزرگ‌تر شدن کردند و به این انسان امکان مهاجرت به مسافت‌های طولانی برای یافتن گله‌های جدید جانوران را دادند. سنگوارهٔ انسان گرجستانی قدیمی‌ترین سنگوارهٔ یافت‌شده از انسان‌سایان در بیرون از آفریقا است. چیرگی بر آتش توسط انسان‌های نخستین در ۱٫۵ میلیون سال پیش توسط انسان راست‌قامت صورت گرفت. انسان راست‌قامت تا ارتفاعی برابر ۱٫۹ متر را دسترسی داشت. فرگشت پوست تاریک، که به دلیل از دست دادن موی بدن در انسان‌های نخستین صورت گرفت تا ۱٫۲ میلیون سال پیش به پایان رسید. انسان پکنی برای نخستین بار در ۷۰۰ هزار سال پیش پدیدار شد، ولی بنا بر نگرهٔ مبنی بر خاستگاه آفریقایی انسان‌های نوین، این گروه از انسان‌ها نمی‌توانسته‌اند نیاکان انسان‌های امروزی باشند، بلکه صرفاً خویشاوندی نزدیک آن‌ها از انسان‌های راست‌قامت بوده‌اند. انسان هایدلبرگی گونه‌ای انسان‌سا با جثه بزرگ بود که توانایی پیشرفته‌تری در بریدن ابزارها داشت و گمان می‌رود حتی جانورهای بزرگ، همچون اسب، را نیز شکار می‌کرده است. |
| ۱٫۲ م.س. پ | انسان پیشگام به احتمالی نیای مشترک انسان‌ها و نئاندرتال‌ها بوده است. تخمین‌های کنونی نشان می‌دهند که انسان‌ها تقریباً ۲۰٬۰۰۰ تا ۲۵٬۰۰۰ ژن دارند و ۹۹٫۵ درصد تا ۹۹٫۹ درصد دی‌ان‌ای‌هایشان را با نئاندرتال‌های امروزه منقرض در اشتراک دارند، و این اشتراک در مورد نزدیک‌ترین خویشاود انسان‌ها یعنی شامپانزه به ۹۵–۹۹ می‌رسد. نشان داده شده که نوع انسانی ژن FOXP2 (که به کنترل بر سخن گفتن ارتباط داده شده است) در نئاندرتال‌ها مشابه است. از این روی می‌توان چنین نتیجه گرفت که انسان پیشگام نیز دارای همین ژن بوده است. |
| 600 ه.س.پ. | در آغاز پارینه‌سنگی میانی، انسان هایدلبرگی با قدی برابر ۱٫۵ متر جای پاهایی بر روی گدازه‌های آتشفشانی در ایتالیا بر جای گذاشته است. انسان هایدلبرگی می‌توانسته است گزینه‌ای برای نیای مشترک انسان‌ها و نئاندرتال‌ها بوده باشد. از دیدگاه ریخت‌شناسانه، این گونه از انسان بسیار همانند انسان راست‌قامت بود ولی جثه‌اش به اندازهٔ ۹۳ درصد جثهٔ انسان‌های امروزین بوده است. |
| ۳۳۸ ه.س.پ. | بنا بر پژوهشی جدید، آدم کروموزوم Y در تقریباً ۳۳۸٬۰۰۰ سال پیش در آفریقا می‌زیست او نزدیک‌ترین نیای مشترکی است که همه کروموزوم‌های Y مردها از آن پدید آمده‌اند. |
| ۲۰۰ ه.س.پ. | اومو ۱ و اومو ۲ (رودخانه اومو، اتیوپی) قدیمی‌ترین سنگواره‌های موجود از انسان به‌کالبد امروزی هستند. |
| ۱۶۰ ه.س.پ. | انسان‌های خردمند Homo sapiens از زیرگونهٔ Homo sapiens idaltu در روتای هرتو، رودخانه آواش، اتیوپی، آداب و رسوم به‌خاک‌سپاری و سلاخی کردن اسب آبی را بر جای می‌آوردند. شواهد محتمل از کالبد و رفتار نوین از جمله بهره‌گیری از رنگ اخرایی و ماهی‌گیری یافت شده‌اند. |
| ۱۵۰ ه.س.پ. | حوای میتوکندریایی زنی بوده است که در شرق آفریقا می‌زیسته. او نزدیک‌ترین نیای مشترک مؤنث همهٔ تبارهای میتوکندریایی انسان‌های زنده در جهان امروز است. البته باید دقت کرد که هیچ شواهدی از تفاوت ویژگی‌ها یا جهش ژنی که او را از دیگر افرادی که وی با آن‌ها در یک گروه می‌زیسته متمایز کرده باشد، وجود ندارد. نیاکان او و نیز مردمان معاصر وی، همگی انسان خردمند بوده‌اند. |
| ۹۰ ه.س.پ.  | پدیدار شدن تک‌گروه میتوکندریایی L2. |
| ۷۰ ه.س.پ.  | تجدد رفتاری بر پایهٔ نگرهٔ «جهش بزرگ به پیش». |
| ۶۰ ه.س.پ.  | پدیدار شدن تک‌گروه میتوکندریایی M و N، که نقش مهمی در بیرون آمدن انسان‌های امروزین از آفریقا داشت. انسان‌های نوینی که آفریقا را ترک کردند در راه خود با نئاندرتال‌های ساکن آسیا و جنوب اروپا آمیزش کردند. |
| ۵۰ ه.س.پ.  | مهاجرت انسان‌های اولیه به جنوب آسیا. جهش M168 (موجود در همهٔ مذکرهای غیرآفریقایی). آغاز دوران پارینه‌سنگی بالایی. تک‌گروه‌های میتوکندریایی U، K. |
| ۴۰ ه.س.پ.  | مهاجرت به استرالیا و اروپا (انسان کرومانیون). |
| ۲۵ ه.س.پ.  | نابودی تبار مستقل نئاندرتال. تک‌گروهY R2 تک‌گروه‌های میتوکندریایی J، X. |
| ۱۲ ه.س.پ.  | آغاز میان‌سنگی–هولوسین. تک‌گروهY R1a؛ تک‌گروه‌های میتوکندریایی V، T. با نابودی انسان فلورسی، Homo sapiensها تنها بازماندگان سرده انسان بر زمین می‌شوند. |